# Ernest August de Hannover (duc de Brunsvic)
Ernest August de Hannover (Grünau, Àustria, 17 de novembre de 1887 - Castell de Marienburg, Hannover, 1953) fou duc de Brunsvic i cap de la casa reial dels Hannover i duc regnant del petit Ducat de Brunsvic des de 1913 fins a 1918.
Nasqué el 1887 a la vil·la que els Hannover posseïen a Àustria al costat del llac Gmunden. Era fill del príncep Ernest August de Hannover i de la princesa Thyra de Dinamarca; net del rei Jordi V de Hannover i de la princesa Maria de Saxònia-Altenburg per part de pare mentre que per part de mare ho era del rei Cristià IX de Dinamarca i de la princesa Lluïsa de Hessen-Kassel.
L'any 1913 es casà amb la princesa Victòria Lluïsa de Prússia a Berlín. Victòria Lluïsa era l'única filla del kàiser Guillem II de Prússia i de la princesa Augusta Victòria de Schleswig-Holstein-Sondenburg-Augustenburg. El casament fou considerat un dels més brillants del seu moment i el final d'una etapa històrica per les monarquies europees. Entre d'altres hi assistiren els reis de Prússia, el rei Jordi V del Regne Unit i la seva muller, el tsar Nicolau II de Rússia i la tsarina Maria F'dorovna entre d'altres. La parella s'establí al palau de Blankenburg i tingueren cinc fills:
- SAR el príncep Ernest August de Hannover nascut a Brunsvic el 1914 i mort a Hannover el 1987. Es casà en primeres núpcies amb la princesa Ortrud de Schleswig-Holstein-Sonderburg-Glücksburg, i en segones núpcies amb la comtessa Mònica de Solms-Laubach.

- SAR el príncep Jordi Guillem de Hannover nascut a Brunsvic el 1915 i mort a Múnic el 2006. Es casà amb la princesa Sofia de Grècia el 1946.

- SAR la princesa Frederica de Hannover nascuda a Blankenburg el 1917 i morta el 1981 a Madrid. Es casà amb el rei Pau I de Grècia el 1938 a Atenes.

- SAR el príncep Cristià de Hannover nascut el 1919 a Àustria i mort el 1981 a Frankfurt. Es casà morganàticament amb Mireille Dutry.

- SAR el príncep Güelf Enric de Hannover nascut el 1923 a Àustria i mort el 1997. Es casà amb la princesa Sofia d'Isenburg-Büdingen.

Nascut a Àustria on la seva família vivia a l'exili des de la pèrdua dels històrics territoris de la Casa de Welf a Hannover l'any 1866 arran de la guerra austroprussiana, any en què passaren a integrar-se al regne de Prússia. El príncep Ernest August s'enrolà ben aviat a les tropes bavareses i continuà la seva vida austríaca prop del llac de Gmunden.
Després de la mort dels seus dos germans grans, el segon dels quals morí en un accident automobilístic a Prússia, Ernest August es convertí en hereu del seu pare als drets que la Casa dels Hannover tenia tant al tron britànic com al tron de Hannover.
L'any 1884 moria el duc de Brunsvic de la branca dels Wolffenbüttel sense descendència i transmeten el Ducat al seu cosí distant, el duc de Cumberland i pare d'Ernest August. Malgrat tot la Dieta imperial impedí que el duc ocupés el Ducat i aquest passà a ser administrat per Prússia la qual cosa incrementà el rancor existent en la casa prussiana i la hannoveriana.
L'any 1913 arran de la mort del seu germà Ernest August es converteix en hereu del seu pare i durant una visita de cortesia a la cort de Berlín s'enamora de la filla petita del kàiser. Arran d'aquest casament es tancà el rancor existent entre les dues famílies i se signen un seguit d'acords importants. En primer lloc, Ernest August abandonarà l'exèrcit bavarès per passar a ser un membre actiu de l'exèrcit prussià i de l'estat major alemany. En segon lloc, el duc de Cumberland renunciarà als seus drets al tron de Brunsvic en favor del seu fill que el passarà a regir a càrrec de duc sobirà. La renuncià es materialitzà el 24 d'octubre de 1913 i l'1 de novembre Ernest August i Victòria Lluïsa entraven a la ciutat capital de Brunsvic. I finalment, la casa de Prússia tornava als Hannover la fortuna que els havia expropiat l'any 1866 i que constituïen els Welfenfonds administrats per Prússia, en aquests fons s'hi trobaven un important nombre de quadres de cèlebres pintors, joies i un important capital financer.
L'any 1914 amb l'inici de la Primera Guerra Mundial el duc es posà al costat del seu sobre el kàiser Guillem II de Prússia en contra de França i del Regne Unit. L'any 1917 el rei Jordi V del Regne Unit treu el títol de prínceps del Regne Unit i invalida el de ducs de Cumberland a la família Hannover. Després de més de dos-cents anys de vincles amb el Regne Unit la família dels Hannover perdia el títol de prínceps del Regne Unit.

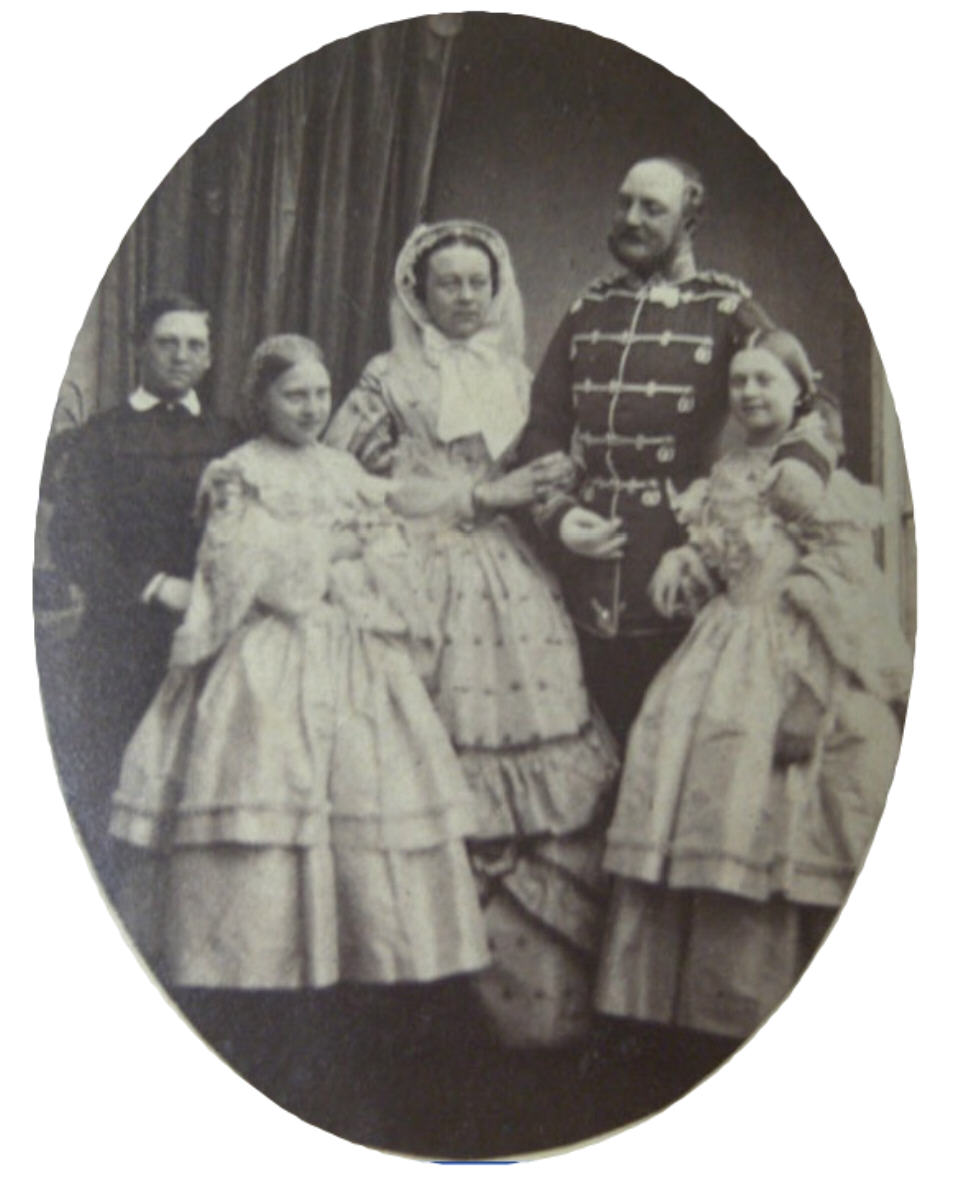
Família Hannover

El 8 de novembre de 1918 la família ducal parteix a l'exili austríac i el duc abdicà. A partir d'aquell moment la família s'estableix a Àustria passant temporades al castell de Marienburg i a Blankenburg.
La participació de la família ducal en el moviment nacionalsocialista fou més aviat tímida. Malgrat que s'han difós fotografies de la participació de la família Hannover, si més no dels seus membres més joves, en el moviment, el duc no participà en actes multitudinaris i el seu suport al règim fou el mínim possible tenint en compte la situació dictatorial que es vivia a Alemanya i també a Àustria durant els anys 30 i 40. A més a més, s'ha de tenir en compte que el fill gran, el príncep Ernest August de Hannover, estigué en una cel·la d'aïllament a Berlín durant més de vint mesos.
L'any 1945 la família patí un fort sotrac econòmic quan les propietats que tenia als territoris que passaren a constituir la República Democràtica Alemanya foren confiscats per l'Estat. Malgrat tot, la casa de Hannover i l'acció del duc feren que la família tirés endavant aconseguint mantenir un importantíssim capital financer i industrial.
El duc morí al castell de Marienburg a Hannover l'any 1953. La seva vídua li sobreviuria encara vint-i-set anys.